# Ключ 101
| 用                     | 用               | 用               |
| ---------------------- | ---------------- | ---------------- |
| 100                    | 101              | 102              |
| Піньінь:               | yòng             | yòng             |
| Чжуїнь:                | ㄩㄥˋ            | ㄩㄥˋ            |
| Вейд-Джайлз:           | yung4            | yung4            |
| Ютпхін:                | jung6            | jung6            |
| Он:                    | yō, yū           | yō, yū           |
| Кун:                   | もちいる mochīru | もちいる mochīru |
| Кандзі:                | 用 mochīru       | 用 mochīru       |
| Хун:                   | 쓸 sseul         | 쓸 sseul         |
| Им:                    | 용 yong          | 용 yong          |
| Індекс у Вікісловнику: | 用               | 用               |

Ключ 101 — ієрогліфічний ключ, що означає використовувати і є одним із 23 (загалом існує 214) ключів Кансі, що складаються з п'яти рисок.
У Словнику Кансі 10 символів із 40 030 використовують цей ключ.

## Символи, що використовують ключ 101

Як писати ієрогліф.

| без додаткових | 用 甩 |
| 1 додаткова    | 甪    |
| 2 додаткові    | 甫 甬 |
| 4 додаткові    | 甭 甮 |
| 7 додаткові    | 甯    |